# Rolando Sartorio
Rolando Cristian «Rolo» Sartorio (Avellaneda, Buenos Aires, 27 de enero de 1973) es un cantante y compositor argentino. Actualmente es el cantante de La Beriso.

## Infancia
A los 12 años formó su primera banda, que según el no tenía nombre, y con la que pudieron tocar tres años solamente, hasta que uno de los bajistas apodado "Coco" murió electrocutado con un instrumento musical.

## Carrera con La Beriso (1998-presente)
A los 25 años formó la banda actualmente conocida como La Beriso en Avellaneda.

### Demo 2004
Fue el primer no álbum grabado por La Beriso, con las canciones más conocidas como "Botella rota" y "Vuelvo a casa". Grabado en el año 2005.

### Solo canciones2005
Fue su primer álbum oficial, grabado en 2005. Con canciones como: Encarcelado, Mil banderas, Qué está bien, entre otras.

### Descartando miserias2007
El segundo álbum de manera oficial, para marcar una importante etapa en el crecimiento de la banda.

### Culpable2009
En el año 2009, se grabó Culpable, con la canción "Tan sola". La discográfica fue Ariola Records.

### Atrapando sueños2011
Grabado por Ariola Records, Atrapando Sueños significó otro paso mayor, La Beriso presentó este disco junto a Culpable el año 2013..

### Historias2014
Historias, es el quinto álbum de La Beriso. Fue lanzado a la venta el 7 de octubre de 2014 bajo el sello discográfico Sony Music Argentina. Presentando este disco tocaron en una ocasión en el Estadio Ciudad de La Plata, ante más de 40.000 personas, el concierto más convocante de la historia de La Beriso en su momento.

## Colaboraciones
- La memoria (con León Gieco, entre otros, 2016)
- Invierno (con Parientes, 2016)
- Sobreviviendo (con Víctor Heredia)

Grabado por Sony Music Argentina, se presentó en el Estadio Monumental (River Plate).

## Controversias
Tanto él como algunas de sus canciones, han sido señalados como homofóbicos tras unos dichos en el Cosquín Rock contra la comunidad trans y lgtb, en donde además atacó a los veganos e insultó a parte del público lo que generó abucheos de la platea.
En 2022, causó controversia en una entrevista al admitir que le paga a sus empleados de forma informal, de manera que puedan percibir más ganancias y que no se lo robe el estado con impuestos. También causó mucha controversia cuando comparó a la democracia con el último régimen militar y aseguró que la democracia también hace muy mal a la Argentina.